# Cisseps pallens
Cisseps pallens là một loài bướm đêm thuộc phân họ Arctiinae, họ Erebidae.